# Alhambra, California

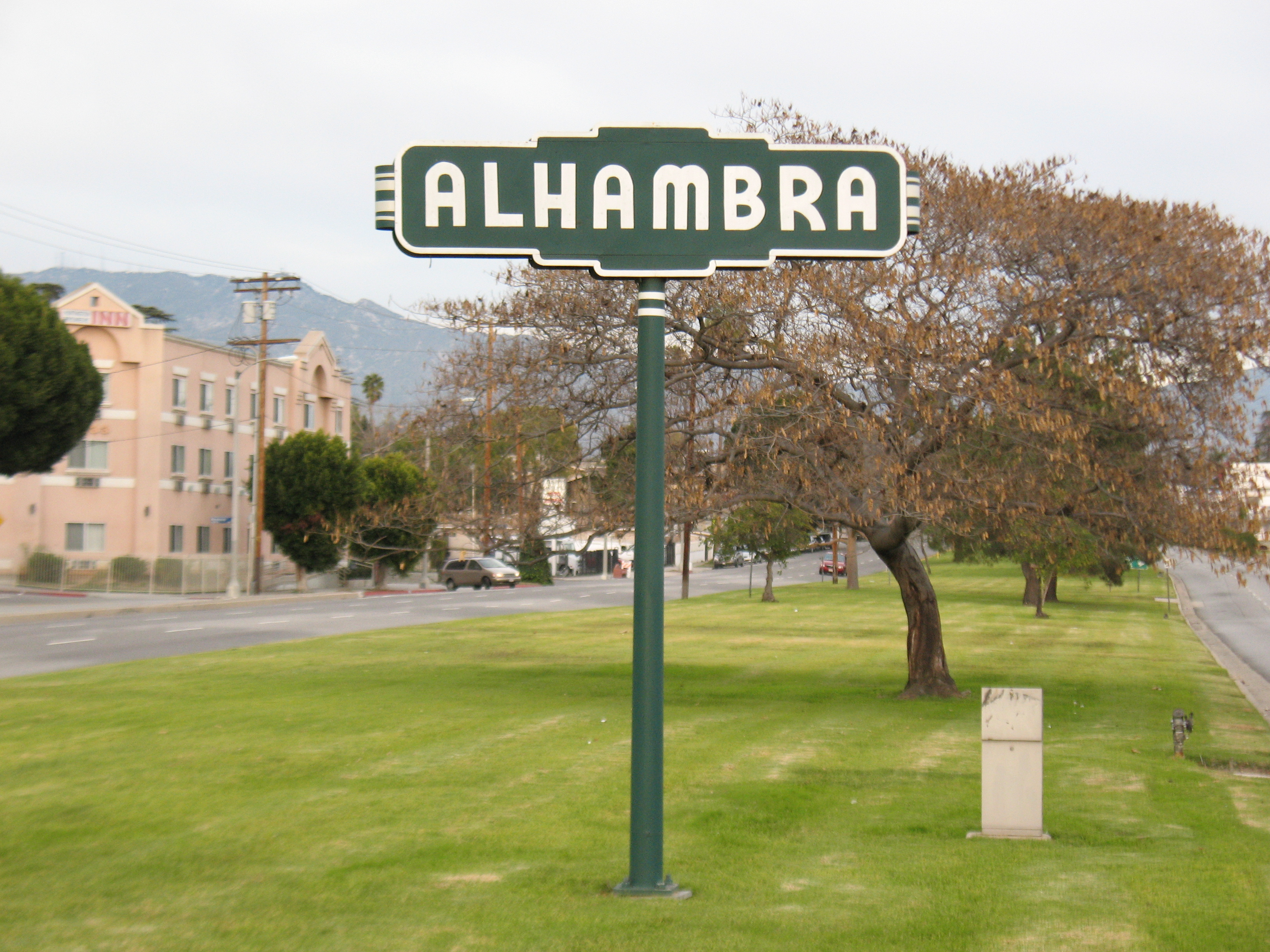
Biển chào mừng đến thành phố Alhambra.

Alhambra, California là một thành phố thuộc quận Los Angeles trong tiểu bang California, Hoa Kỳ. Thành phố có tổng diện tích , trong đó diện tích đất là . Theo điều tra dân số Hoa Kỳ năm 2010, thành phố có dân số người, là thành phố lớn thứ 72 bang California năm 2010.